# Municipio de Nicollet
El municipio de Nicollet (en inglés: Nicollet Township) es un municipio ubicado en el condado de Nicollet en el estado estadounidense de Minnesota. En el año 2010 tenía una población de 527 habitantes y una densidad poblacional de 6,1 personas por km².

## Geografía
El municipio de Nicollet se encuentra ubicado en las coordenadas 44°14′29″N 94°11′3″O / 44.24139, -94.18417. Según la Oficina del Censo de los Estados Unidos, el municipio tiene una superficie total de 86.39 km², de la cual 84,91 km² corresponden a tierra firme y (1,71 %) 1,48 km² es agua.

## Demografía
Según el censo de 2010, había 527 personas residiendo en el municipio de Nicollet. La densidad de población era de 6,1 hab./km². De los 527 habitantes, el municipio de Nicollet estaba compuesto por el 99,24 % blancos, el 0,38 % eran asiáticos, el 0,38 % eran de otras razas. Del total de la población el 0,38 % eran hispanos o latinos de cualquier raza.